# Dani Who?
Dani Who? es una serie de televisión mexicana producida por Argos Comunicación para Viacom International Studios. El inicio de la producción se anunció en las proyecciones de LA Screenings de 2019 el 15 de mayo de 2019, y concluyó el 6 de agosto de 2019. Se estrenó en Paramount Channel Latinoamérica (ahora Paramount Network) el 3 de noviembre de 2019, y concluyó el 5 de enero de 2020. Posteriormente se estrenó en streaming en Amazon Video el 8 de noviembre de 2019. La serie gira en torno a un grupo de compañeras de clase que se convierten en cómplices de la desaparición de una estudiante, y está protagonizada por Julia Urbini, Geraldine Galván, Lucía Tinajero, Yoshira Escárrega y Meraqui Pradis.
El 19 de mayo de 2020 se confirmó que Nickelodeon llegó a un acuerdo con ViacomCBS International Studios para adquirir los derechos de la serie y producir un podcast y una serie de televisión adaptada al mismo formato.

## Sinopsis
La desaparición de una niña en el pueblo de San Gregorio une a un grupo de estudiantes que pensaban que lo único que tenían en común era la escuela. Una red de mentiras, una desaparición encubierta y un posible asesinato desatan el suspenso. Pronto, las compañeras se convertirán en cómplices inseparable y descubrirán que tienen más en común que lo que pensaban, incluyendo habilidades especiales. Esto las llevará a creer que quizás no son de este planeta, y que su historia esconde secretos más profundos y oscuros que jamás hubieran imaginado.

## Reparto
- Julia Urbini como Dani Márquez[8]
- Yoshira Escarrega como Tamara Sánchez[8]
- Geraldine Galván como Victoria Mata[8]
- Lucía Tinajero como Olivia Valle[8]
- Meraqui Pradis como Lorena Ibáñez[8]
- Rodrigo Murray como Profesor Eric Vulch[8]
- Mario Morán como JP[8]
- Sergio Lozano como Sam Díaz[8]
- Juan Carlos Colombo como Don Miguel[8]
- Mario Loría como Germán Márquez
- Lourdes Reyes como Puri Ibáñez
- Carolina Miranda como Lluvia